# 阿旺乡
阿旺乡（藏語：ཨ་དབང་），是中华人民共和国西藏自治区昌都市贡觉县下辖的一个乡镇级行政单位。

## 行政区划
阿旺乡下辖以下地区：
金珠玛村、多热村、通亏村、扎弄村、颂庆村、拉果村、冬青村、那雨村、莫农村、多扎村、维多村和东如村。